# 森ハヤシ
森 ハヤシ（もり はやし、本名：森 迅史〈読みは同じ〉、1978年2月12日 - ）は、日本の脚本家、元お笑い芸人。元コントグループ「WAGE」のリーダー。アミューズ所属。テレビドラマや舞台などの脚本を手掛けるほか、ラジオパーソナリティ、MC、俳優などとしても活動。東京都出身。

## 略歴
麻布中学校・高等学校卒業後、早稲田大学在学中に『ハイデハイデ』というコンビを組み、テレビ番組「ブレイクもの!」の「お笑い世紀末スターオークション」というコーナーに出演。素人ながら5週勝ち抜きを達成。
また、早稲田大学のコントサークル『WAGE（ワゲ）』のメンバーとして活動しており、4年生の時の2001年1月に開催された「ギャグ大学偏差値2000」で3位入賞したことをきっかけにアミューズに所属し、サークル名をそのままコントグループ名にして、WAGEのリーダーとして芸能界での活動を開始。2005年のWAGE解散後、脚本家に転身。
2010年11月に開催された女性アイドルグループのさくら学院のライブ「さくら学院祭☆2010」から、ライブイベントなどの際にMCを務める「担任の先生（森先生）」役としての活動を開始。さくら学院のWeb配信番組でのMCも務めたほか、ライブイベントでの寸劇・コントやアルバム特典DVDに収録されるドラマなどの脚本の制作、楽曲の作詞なども行い、2021年8月末のグループの活動終了をもって「担任の先生（森先生）」役としての活動を終了した。
2015年、1999年より毎年日本で開催される国際短編映画祭「SHORT SHORTS FILM FESTIVAL & ASIA 2015」のオフィシャルコンペティション「ジャパン部門」に、監督作品『日曜日』がノミネートされる。また、2008年環境省と共に発足させた地球環境保護を啓蒙する部門「地球を救え！部門」にも監督作品『永遠〜とわ〜』を出品、上映が決定した。
2019年、脚本を手掛けた北海道テレビ連続ドラマ「チャンネルはそのまま!」が、日本民間放送連盟賞の番組部門でテレビドラマ番組として最優秀賞、テレビ部門グランプリを受賞した。
2021年1月放送のテレビアニメ「はたらく細胞BLACK」では、初のシリーズ構成、全話脚本を担当した。
2024年3月31日、脚本家の仕事に専念したいことを理由に「もちこみっ!」のラジオパーソナリティーを卒業。前番組「クチ×コミ」から数えると20年間続けてきたラジオパーソナリティーの仕事から卒業した。

## 人物
特技は暗算、家庭教師、料理、歴史能力検定4級。
趣味は、途中下車の旅、野球、安くておいしい店探し。
祖父は日本庭園の研究者、作庭家の森蘊。曾祖父は北里柴三郎門下生の([肥田音市)]。

## 作品

### 舞台
- Amuse Youth × SET Collaboration「ON LINE」（2006年6月、シアターVアカサカ）- 脚本
- ON LINE プロジェクト プロデュース公演 vol.2 「ルームシェア」（2007年5月、スペース・ゼロ）- 脚本
- 劇団プレステージ公演 チェリーの木の下で（2007年3月、千本桜ホール）- 脚本
- 子どもさんかん日（2008年11月、東京芸術劇場 中ホール）- 脚本
- ミステリーステージ 名探偵コナン～殺意の開演ベル～（2014年、E-Pin企画、小学館集英社プロダクション）- 脚本[12]
- 劇団プレステージ 第13回本公演「ディペンデントデイ〜7人の依存症〜」（2018年8月、CBGKシブゲキ!!）- 脚本[13]
- SCRAP オンライン演劇「僕等のラストフェスティバル」Inside Theater Vol.3『オンライン・パパラッチ』（2021年1月16日、Zoom）- 脚本

### ドラマ
- 世にも奇妙な物語（フジテレビ）- 脚本
  - 2007年 春の特別編「雰差値教育」（2007年）
  - 2007年 秋の特別編「カウントダウン」（2007年）
  - 2009年 秋の特別編「理想のスキヤキ」（2009年）
  - 2011年 秋の特別編「耳かき」（2011年）
  - 2013年 春の特別編「AIRドクター」（2013年）
  - 2016年 秋の特別編「車中の出来事」（2016年）[14]
  - 2017年 春の特別編「しりとり家族」「しりとり家族ふたたび」（2017年）[15]
  - 2017年 秋の特別編「フリースタイル母ちゃん」（2017年）
- 素晴らしい世界（北海道テレビ）- スバセカ劇場・月刊スバセカ劇場脚本
  - 弟なのか、恋人なのか、それが問題だ（2007年6月）
  - 残された2人（2007年11月）
  - そぼろごはんの出会い（2008年1月）
  - 閉じ込められた3人（2008年3月）
  - 正直なオデコ（2008年8月 - 10月13日）
  - 合コン演出家（2009年11月2日）
- ロス:タイム:ライフ「カメラマン編」（2008年、フジテレビ）- 脚本
- 超人ウタダ（2009年、WOWOW）- 脚本
- Tokyo Comedy キャバレー〜酒と女とボーイとユージ〜（2009年、WOWOW）- 脚本
- 婚カツ!（2009年、フジテレビ）- 脚本・脚本協力
- 7万人探偵ニトベ（2009年、BS朝日）- 脚本
- マジすか学園（2010年、テレビ東京）- 脚本
- インディゴの夜 エピソード9・スペシャルドラマDX（2010年、東海テレビ）- 脚本
- デカ007（2010年、日本テレビ）- 脚本協力
- 宇宙犬作戦（2010年、テレビ東京）- 脚本
- 霊能力者 小田霧響子の嘘（2010年、テレビ朝日）- 脚本
- 怪盗ハンサム（2011年、東海テレビ）- 脚本
- スクール!!（2011年、フジテレビ）- 脚本
- アスコーマーチ〜明日香工業高校物語〜（2011年、テレビ朝日）- 脚本、最終話出演（オーディション関係者役）
- 東野圭吾ミステリーズ ナビゲーションパート（2012年、フジテレビ）- 脚本
- 妄想捜査〜桑潟幸一准教授のスタイリッシュな生活（2012年、テレビ朝日）- 脚本
- 好好!キョンシーガール〜東京電視台戦記〜（2012年、テレビ東京）- 脚本
- 最悪の卒業式（2013年、日本テレビ）- 脚本
- 鴨、京都へ行く。-老舗旅館の女将日記-（2013年、フジテレビ）- 脚本
- ショムニ2013（2013年、フジテレビ）- 脚本
- ノーコン・キッド 〜ぼくらのゲーム史〜（2013年、テレビ東京）- 脚本
- 慰謝料弁護士〜あなたの涙、お金に変えましょう〜（2014年、読売テレビ）- 脚本
- ほっとけない魔女たち（2014年、東海テレビ）- 脚本
- 五つ星ツーリスト〜最高の旅、ご案内します!!〜（2015年1月 - 3月、読売テレビ）- 脚本
- マネーの天使〜あなたのお金、取り戻します!〜（2016年1月 - 3月、読売テレビ）- 脚本
- ナイトヒーロー NAOTO（2016年4月 - 7月、テレビ東京）- 脚本
- 咲-Saki-（2016年12月、MBSテレビ／TBSテレビ）- 脚本[16]
- 三匹のおっさん3 ～正義の味方、みたび!!～ 第6話（2017年2月24日、テレビ東京）- 脚本
- 脳にスマホが埋められた!（2017年7月6日 - 9月14日、読売テレビ）- 脚本
- 校則アイドル～淑女の学園～（2017年9月3日、MBS）- 脚本
- 咲-Saki-阿知賀編 episode of side-A（2017年12月、MBS／TBS）- 脚本[17]
- 名探偵コジン～突然コマーシャルドラマ～（2018年6月20日、フジテレビ）- 脚本
- ヒモメン（2018年7月28日、8月6日、テレビ朝日）- 脚本
- 節約ロック（2019年1月21日 - 3月25日、日本テレビ）- 脚本
- チャンネルはそのまま!（2019年3月18日、北海道テレビ）- 脚本
- ザ・リアリティ・ショー～突然コマーシャルドラマ2～（2019年4月20日、フジテレビ）- 脚本[18]
- 都立水商! 〜令和〜（2019年5月6日 - 6月24日、MBS／TBS）- 脚本[19]
- 絶メシロード（2020年1月26日 - 4月12日、テレビ東京）- 脚本[20]
  - 2021年元日スペシャル（2021年1月1日）- 脚本[21]
  - 絶メシロード season2（2022年8月27日 - 10月15日）- 脚本
- ダブルブッキング（2020年6月28日、日本テレビ）- 脚本[22]
- 刑事アフター5（2020年10月1日、テレビ朝日）- 脚本
- 悲熊（2020年12月18日 - 24日、NHK総合）- 脚本[23]
- 刑事7人 SEASON7（2021年7月7日 - 9月、テレビ朝日／東映）- 脚本[24]
- バンクオーバー!〜史上最弱の強盗〜（2021年9月19日・26日、日本テレビ）- 脚本
- モモウメ（2021年9月10日 - 11月19日、Hulu／日本テレビ）- 脚本
- ダマせない男（2022年3月26日、日本テレビ）- 脚本
- 名探偵ステイホームズ（2022年4月3日・10日、日本テレビ）- 脚本[25]
- 監察の一条さん（2022年6月29日、テレビ朝日／東映）- 脚本
- 育休刑事（2023年4月18日 - 6月20日、NHK）- 脚本
- 女子高生、僧になる。（2023年9月18日 - 10月23日、MBS）- 脚本、監督（第3話 - 第5話）
- 君が死ぬまであと100日（2023年10月24日 - 12月26日、日本テレビ）- 脚本
- イップス（2024年4月12日 - 6月21日、フジテレビ）- 脚本
- クラスメイトの女子、全員好きでした（2024年7月11日 - 9月12日、読売テレビ・日本テレビ系） - 脚本

### 映画
- ゴッドタン キス我慢選手権 THE MOVIE2 サイキック・ラブ（2014年10月、東宝映像事業部）- 脚本
- 神様はバリにいる（2015年1月、ファントム・フィルム）- 脚本
- ピラメキ子役恋ものがたり～子役に憧れるすべての親子のために～（2015年2月、よしもとクリエイティブ・エージェンシー）- 脚本
- 内村さまぁ～ず THE MOVIE エンジェル（2015年9月、東宝映像事業部）- 脚本[26]、エキストラ出演（居酒屋の客役）
- 田沼旅館の奇跡（2015年12月5日、KATSU-do）- 脚本
- 咲-Saki-（2017年2月4日、プレシディオ）- 脚本[27]
- 咲-Saki-阿知賀編 episode of side-A（2018年1月20日、ティ・ジョイ）- 脚本[28]
- 東京リベンジャーズ（2021年7月9日、ワーナー・ブラザーズ映画）- 脚本協力
- 達人 THE MASTER（2021年9月10日、SDP）- 脚本[29]
- 雨を告げる漂流団地（2022年9月16日、ツインエンジン・ギグリーボックス）- 脚本
- SAND LAND（2023年8月18日、東宝）- 脚本[30]
- でっちあげ〜殺人教師と呼ばれた男（2025年6月27日公開予定、東映）- 脚本

### アニメ
- スペース☆ダンディ（2014年、TOKYO MX）- 脚本
- スナックワールド（2017年 - 2018年、テレビ東京）- 脚本
- レイトン ミステリー探偵社 ～カトリーのナゾトキファイル～（2018年 - 2019年、フジテレビ）- 脚本
- 妖怪学園Y 〜Nとの遭遇〜（2020年、テレビ東京）- 脚本
- はたらく細胞BLACK（2021年）- シリーズ構成・脚本[10]
- うる星やつら（2022年版）（2022年 - 2024年、フジテレビ）- 脚本
- SAND LAND: THE SERIES（2024年、Disney+「スター」）- 脚本

### バラエティ
- うぇぶたまww（テレビ東京）- 構成
- 痛快TV スカッとジャパン（2014年10月20日-、フジテレビ）- 脚本
- これが世界を変えた！関ジャニQ展開！（2018年10月9日、TBS）- 脚本

### 楽曲
- さくら学院「目指せ！スーパーレディー」（2012年 - ）- 作詞

### 書籍
- CanCam フォトドラマ「Real Model」（2009年9月 - 、小学館）- 脚本
- CanCam フォトドラマ「REAL GIRLS」（2010年9月 - 、小学館）- 脚本

### その他
- 『東京タワー 〜オカンとボクと、時々、オトン〜』携帯ショートドラマ企画『東京タワー～いつもオトン～』- 脚本
- 『L change the WorLd』- 脚本協力
- 「ポルノグラフィティ FANCLUB UNDERWORLD 3」（2008年）- 企画・演出・出演
- 「ポルノグラフィティ 横浜・淡路ロマンスポルノ'08 ～10イヤーズ ギフト～」（2008年）- 前説企画・演出
- 「ポルノグラフィティ 10th ライブサーキット“ロイヤル ストレート フラッシュ”」（2009年）- 前説企画・演出
- 「阪本奨悟バースデーイベント」（2009年 - 2010年）- 演出・司会
- ポルノグラフィティLIVEツアー「ラヴ・E・メール・フロム・1999」（2013年 - 2014年）- 企画・演出

## 出演
※さくら学院の「担任の先生」としての出演は一括した。

### テレビ
- 教室ハッカー（2014年3月23日、WOWOWプライム）- 出演
- OV監督（2014年4月28日、5月5日、フジテレビ）
- オモクリ監督 〜O-Creator's TV show〜（2014年11月2日、フジテレビ）
- チャンネルはそのまま!（2019年3月18日、北海道テレビ）- 捜査二課課長役
- イントロ（2021年9月20日、日本テレビ）
- モモウメ（2021年11月21日、日本テレビ）- 脚本家として出演

### 映画
- ハート・オブ・ザ・シー（2003年8月17日、デジタルシネマプロジェクト）

### ラジオ
- クチ×コミ（2004年4月 - 2011年4月、RKBラジオ）- パーソナリティ
- もちこみっ!（2011年4月 - 2024年3月31日、RKBラジオ）- パーソナリティ
- 恒松祐里・宮下かな子 Girls&Film Vol.22（2016年4月26日、JFN PARK）
- 真夜中のハーリー&レイス（2021年9月5日、ラジオ日本）- ゲスト

### Web
- 一緒に過ごそう！武藤彩未バレンタインデー ニコ生Special!!（2015年2月14日、ニコ生）- MC
- 祝成人！みよまつハタチの特番（2017年1月9日、Youtube生放送）- MC
- 佐藤さん家の日向ちゃん（2019年4月12日、ニコニコチャンネルクリエイトボイス）- ゲスト
- Aiko Yamaide LIVE Diary -18th Birthday-（2020年12月1日、無観客オンライン有料配信ライブ）- ゲスト
- 堀内まり菜 みんなでナノハナを咲かせようの会（2021年4月18日、Zoom）- MC
- インターネットラジオステーション音泉「富田美憂・前田佳織里の“調査のご依頼、お待ちしてます!”」（2021年3月15日、ニコニコ生放送）- ゲスト
- ちゃおフェスLIVEオンライン（2020年9月27日）-「ちゃおガール2020☆オーディション」MC
- ちゃおフェスLIVEオンライン2021（2021年8月22日）- 総合MC
- Amuse＋1周年SP スーパーレディーは君だ！対決3番勝負！（2023年7月2日、Amuse＋） - MC
- GAME HOUSE～クラッシュアイスで大はしゃぎ!～（2023年8月25日、Amuse＋） - MC[31]
- GAME HOUSE～即興プロポーズ大合戦!～（2023年9月1日、Amuse＋） - MC

### CM・PV
- 江崎グリコ パピコ 「リフレッシュしすぎママ チョココーヒー」30秒篇（2019年）
- ECC ECCジュニア 「学校+α篇」（2020年）
- 秀英予備校 静岡県 2020夏期講習CM（2020年）
- 東洋学園大学ブランドコンテンツ「キラキラしてない私たちへ」第3話（2022年11月20日公開、東洋学園大学YouTubeチャンネル） - 手塚浩二 役

### イベント
- ちゃおサマーフェスティバル「ちゃおガールオーディション」- MC
- 平岡祐太 10th Anniversary Event「HOME～感謝のキモチをこめて～」（2012年11月17日、CBGKシブゲキ!!）
- 武藤彩未もうひとつの卒業式（2015年3月7日、豊島公会堂）- MC
- ジャック・オー・ランド（2016年10月29日・30日、2017年10月21日・22日、横浜アリーナ）- MC
- トークイベント「おしゃべり稽古4」（2018年10月16日、新宿永谷ホールfu）
- 「おにパパパン！パン！」リリース記念インストアライブ（2022年6月11日、渋谷タワーレコード）- MC
- おにぱん!ファンミーティング＆ライブ2022「おにさんこちら♪」（2022年8月26日、恵比寿ザ・ガーデンホール）- MC
- 新谷ゆづみ BIRTHDAY EVENT 2023（2023年7月22日、ジールシアター東京） - 第2部ゲスト
- 飯田らうら 26th BIRTHDAY EVENT（2024年4月13日、MUSEモード音楽学院本館） - 第2部ゲスト
- 飯田らうら 27th Birthday Event（2025年4月12日、HYPERMIX門前仲町）- 第1部・第2部MC

### さくら学院関連

#### イベント・ライブ
- 各イベント・ライブ・公開授業 - MC（2010年11月28日 - 2021年8月29日、さくら学院#ライブ・イベント・さくら学院#公開授業を参照）
- 各年度「謝恩会」（卒業写真集発売記念トークライブ）

#### PV
- さくら学院 「FRIENDS」（2011年11月23日）

#### テレビ
- さくら学院SUN（2012年1月8日 - 3月25日、TOKYO MX）- ナレーション

#### Web配信番組
- LoGiRL「さくら学院の放課後! 〜学んdeマンデー!〜」（2015年1月19日 - 2017年3月27日、テレ朝動画）- MC
- さくら学院の顔笑れ!!FRESH!マンデー（2017年6月12日 - 2021年8月23日、FRESH! → OPENREC.tv）- MC
- さくら学院 10th Anniversary PTA総会（2020年11月13日 - 2021年7月31日、PIA LIVE STREAM）

#### 映像作品
- 各年度の学院祭と卒業公演DVD・BD - MC（さくら学院#映像作品を参照）

#### 書籍
- 各年度の卒業写真集（さくら学院#書籍を参照）
- グラビアザテレビジョン vol.26（2013年3月、KADOKAWA）
- BIG ONE GIRLS NO.022（2014年5月、近代映画社）

ほか多数